# Hirofumi Araki
Hirofumi Araki est un acteur et chanteur japonais né le 14 juin 1983.

## Carrière
- 2019 : COCOON : Raphael Delico
- 2010 : X Gêmu
- 2009 : Bîto rokku rabu
- 2009 : 20th Century Boys, Chapitre 2 : le Dernier Espoir
- 2009 : Gekijô ban Enjin sentai gôonjâ VS Gekirenjâ
- 2008 : Natsuyasumi no yôna ikkagetsu
- 2008 : Ashinmetorî
- 2006 : The Prince of Tennis